# Hamatocanthoscypha uncinata
Hamatocanthoscypha uncinata är en svampart som tillhör divisionen sporsäcksvampar, och som först beskrevs av William Phillips, och fick sitt nu gällande namn av Seppo Huhtinen. Hamatocanthoscypha uncinata ingår i släktet Hamatocanthoscypha, och familjen Hyaloscyphaceae. Arten är reproducerande i Sverige.